# Pycnonemosaurus nevesi
Pycnonemosaurus nevesi es la única especie conocida del género extinto Pycnonemosaurus de dinosaurio terópodo abelisáurido, que vivió a finales del período Cretácico, hace aproximadamente 70 millones de años durante el Maastrichtiense, en lo que hoy es Sudamérica. 

## Descripción

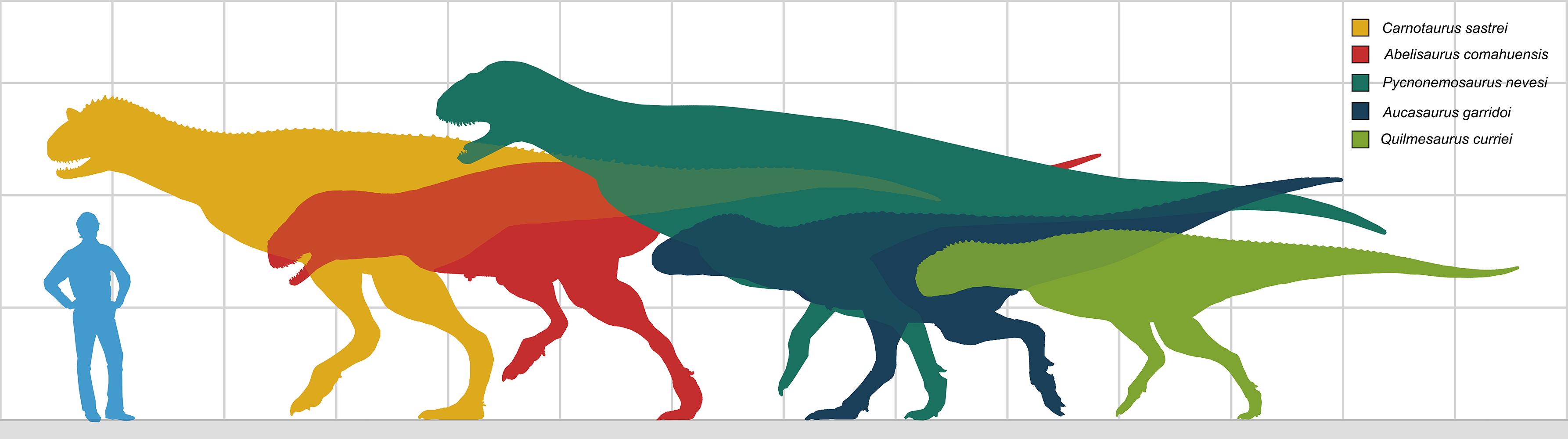
Tamaño comparativo de Pycnonemosaurus (en el medio, de verde) con otros carnotaurinos relacionados.

Hasta ahora, los restos de Pycnonemosaurus han sido fragmentarios. Ningún elemento se conservó bien y la superficie del hueso está bien desgastada, lo que indica que los elementos estaban parcialmente expuestos en el lugar del descubrimiento antes de ser recolectados. El espécimen tipo, DGM 859-R , que se encuentra en el Museo de Ciencias de la Tierra, Río de Janeiro. Hasta el momento, los hallazgos fósiles son muy fragmentarios, cinco dientes incompletos, partes de siete vértebras de la cola, la parte distal de un pubis derecho , una tibia derecha, y la articulación distal del peroné derecho. El pequeño pedúnculo púbico y la cresta cnemial con forma de hacha de la tibia colocan esta especie dentro de Abelisauria.. La vértebra caudal tiene características abelisáuridas distintas, como un proceso transversal en forma de abanico y una proyección craneal. Sin embargo, estas proyecciones en forma de punzón son algo diferentes a los abelisáuridos relacionados, como Aucasaurus , en que disminuyen más hacia las caudales distales. Todos los restos se encontraron asociados y actualmente se consideran pertenecientes al mismo individuo.

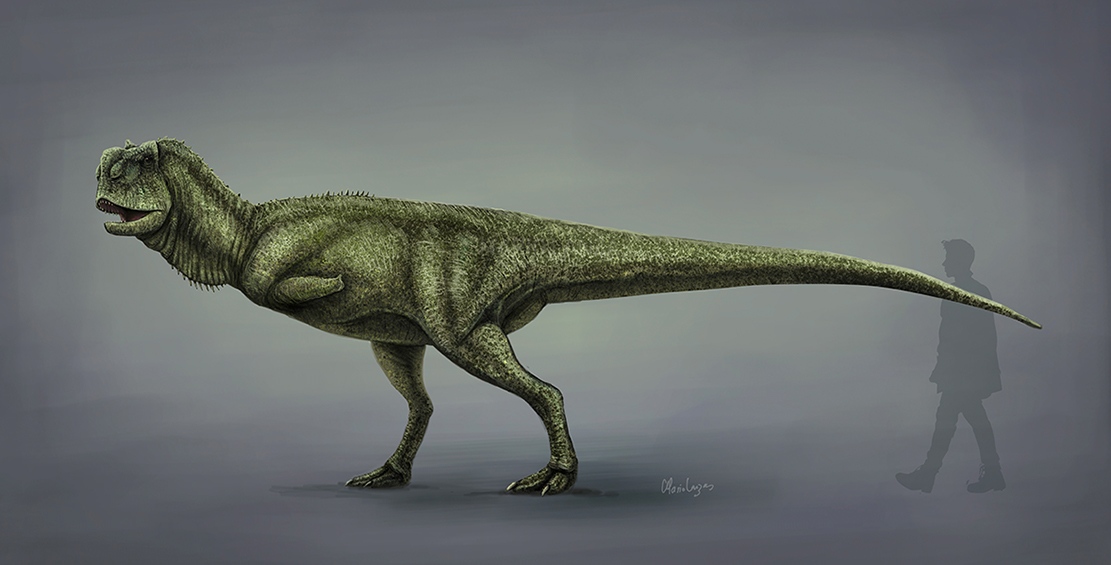
Restauración de 2020

Las estimaciones de tamaño inicial sitúan al animal en 7 metros de largo y 1,2 toneladas de peso, pero análisis posteriores han encontrado que probablemente era más grande, con unos 8,9 metros de largo. Esta nueva estimación de tamaño convierte actualmente a Pycnonemosaurus en el miembro más grande descrito formalmente de los Abelisauridae hasta el momento. Otra estimación arrojó una longitud de 9,3 metros y un peso de 3,6 toneladas.
Pycnonemosaurus es el abelisáurido más conocido de Brasil, donde la mayor parte del material de terópodos es actualmente raro, además de los dientes y huellas conservados. Aunque solo se conocen unas pocas especies de Brasil, es uno de los países más informativos sobre el período Cretácico Inferior. Pycnonemosaurus era un depredador que se alimentaba de sauropodomorfos de tamaño mediano , pequeños crocodilomorfos y dromeosaurios. Sus dientes eran pequeños pero afilados, y se usaban para agarrar presas que luchaban mientras el abelisáurido las sacudía y las destrozaba.

## Descubrimiento e investigación
Fue encontrado en los conglomerado de arenisca roja de Bauru, en Mato Grosso, Brasil.  
La especie tipo, Pycnonemosaurus nevesi, fue formalmente descrita por Kellner y Campos en 2002.El único espécimen conocido fue encontrado en una arenisca conglomerática roja en la localidad de Fazenda Roncador, en el estado de Mato Grosso , que está expuesta cerca del Arroyo Paulo, que se refiere a una formación no identificada del Cretácico Superior perteneciente al Grupo Bauru. Durante 1952-1953, Llewellyn Ivor Price visitó una granja llamada "Roncador" en el estado de Mato Grosso y recolectó varios huesos de dinosaurios. Estos restos fueron encontrados por el propietario de la finca, Max de Barros Erhart, y sus trabajadores contratados en el sitio de Arroyo Paulo. El espécimen más importante encontrado fue el esqueleto incompleto de un gran terópodo abelisáurido, que se encontró cerca de varios huesos de saurópodo titanosáurido.
Pycnonemosaurus nevesi recibió su nombre de la palabra griega pycnós que significa "denso", némos que significa "pastos y bosques" y saûrus que significa "reptil o lagarto". Este nombre fue una alusión al estado de Mato Grosso, donde se encontraron los restos. El nombre específico lleva el nombre del difunto Dr. Iedo Batista Neves, fallecido en 2000, quien alentó la búsqueda de estudios paleontológicos, particularmente de Alexander Kellner.

## Clasificación
Pycnonemosaurus  es considerado comno miembro de Abelisauridae, un familia de grandes depredadores dentro de Abelisauria que dominaron los continentes gondwanicos a finales del Cretácico. A su vez Abelisauria se encuentra dentro de Ceratosauria, un grupo que se separó temprano del resto de los terópodos. El análisis filogenético reciente sugiere fuertemente una relación con los abelisáuridos Carnotaurus y Aucasaurus más derivados.

### Filogenia
Cladograma basado en el análisis filogenético de Delcourt de 2017.

|  | Indosaurus    |
|  |               |
|  | Majungasaurus |
|  |               |
|  | Rajasaurus    |
|  |               |

|  | Dahalokely    |
|  |               |
|  | Rahiolisaurus |
|  |               |

|  | Indosaurus    |
|  |               |
|  | Majungasaurus |
|  |               |
|  | Rajasaurus    |
|  |               |

|  | Dahalokely    |
|  |               |
|  | Rahiolisaurus |
|  |               |

|  | Ekrixinatosaurus |
|  |                  |
|  | Skorpiovenator   |
|  |                  |

|  | Viavenator                                                 |
|  |                                                            |
|  | Pycnonemosaurus                                            |
|  |                                                            |
|  | Quilmesaurus                                               |
|  |                                                            |
|  | \| \| Carnotaurus \| \| \| \| \| \| Aucasaurus \| \| \| \| |
|  |                                                            |
|  | Carnotaurus                                                |
|  |                                                            |
|  | Aucasaurus                                                 |
|  |                                                            |

|  | Carnotaurus |
|  |             |
|  | Aucasaurus  |
|  |             |

|  | Ekrixinatosaurus |
|  |                  |
|  | Skorpiovenator   |
|  |                  |

|  | Viavenator                                                 |
|  |                                                            |
|  | Pycnonemosaurus                                            |
|  |                                                            |
|  | Quilmesaurus                                               |
|  |                                                            |
|  | \| \| Carnotaurus \| \| \| \| \| \| Aucasaurus \| \| \| \| |
|  |                                                            |
|  | Carnotaurus                                                |
|  |                                                            |
|  | Aucasaurus                                                 |
|  |                                                            |

|  | Carnotaurus |
|  |             |
|  | Aucasaurus  |
|  |             |

|  | Indosaurus    |
|  |               |
|  | Majungasaurus |
|  |               |
|  | Rajasaurus    |
|  |               |

|  | Dahalokely    |
|  |               |
|  | Rahiolisaurus |
|  |               |

|  | Indosaurus    |
|  |               |
|  | Majungasaurus |
|  |               |
|  | Rajasaurus    |
|  |               |

|  | Dahalokely    |
|  |               |
|  | Rahiolisaurus |
|  |               |

|  | Ekrixinatosaurus |
|  |                  |
|  | Skorpiovenator   |
|  |                  |

|  | Viavenator                                                 |
|  |                                                            |
|  | Pycnonemosaurus                                            |
|  |                                                            |
|  | Quilmesaurus                                               |
|  |                                                            |
|  | \| \| Carnotaurus \| \| \| \| \| \| Aucasaurus \| \| \| \| |
|  |                                                            |
|  | Carnotaurus                                                |
|  |                                                            |
|  | Aucasaurus                                                 |
|  |                                                            |

|  | Carnotaurus |
|  |             |
|  | Aucasaurus  |
|  |             |

|  | Ekrixinatosaurus |
|  |                  |
|  | Skorpiovenator   |
|  |                  |

|  | Viavenator                                                 |
|  |                                                            |
|  | Pycnonemosaurus                                            |
|  |                                                            |
|  | Quilmesaurus                                               |
|  |                                                            |
|  | \| \| Carnotaurus \| \| \| \| \| \| Aucasaurus \| \| \| \| |
|  |                                                            |
|  | Carnotaurus                                                |
|  |                                                            |
|  | Aucasaurus                                                 |
|  |                                                            |

|  | Carnotaurus |
|  |             |
|  | Aucasaurus  |
|  |             |

|  | Indosaurus    |
|  |               |
|  | Majungasaurus |
|  |               |
|  | Rajasaurus    |
|  |               |

|  | Dahalokely    |
|  |               |
|  | Rahiolisaurus |
|  |               |

|  | Indosaurus    |
|  |               |
|  | Majungasaurus |
|  |               |
|  | Rajasaurus    |
|  |               |

|  | Dahalokely    |
|  |               |
|  | Rahiolisaurus |
|  |               |

|  | Ekrixinatosaurus |
|  |                  |
|  | Skorpiovenator   |
|  |                  |

|  | Viavenator                                                 |
|  |                                                            |
|  | Pycnonemosaurus                                            |
|  |                                                            |
|  | Quilmesaurus                                               |
|  |                                                            |
|  | \| \| Carnotaurus \| \| \| \| \| \| Aucasaurus \| \| \| \| |
|  |                                                            |
|  | Carnotaurus                                                |
|  |                                                            |
|  | Aucasaurus                                                 |
|  |                                                            |

|  | Carnotaurus |
|  |             |
|  | Aucasaurus  |
|  |             |

|  | Ekrixinatosaurus |
|  |                  |
|  | Skorpiovenator   |
|  |                  |

|  | Viavenator                                                 |
|  |                                                            |
|  | Pycnonemosaurus                                            |
|  |                                                            |
|  | Quilmesaurus                                               |
|  |                                                            |
|  | \| \| Carnotaurus \| \| \| \| \| \| Aucasaurus \| \| \| \| |
|  |                                                            |
|  | Carnotaurus                                                |
|  |                                                            |
|  | Aucasaurus                                                 |
|  |                                                            |

|  | Carnotaurus |
|  |             |
|  | Aucasaurus  |
|  |             |

|  | Indosaurus    |
|  |               |
|  | Majungasaurus |
|  |               |
|  | Rajasaurus    |
|  |               |

|  | Dahalokely    |
|  |               |
|  | Rahiolisaurus |
|  |               |

|  | Indosaurus    |
|  |               |
|  | Majungasaurus |
|  |               |
|  | Rajasaurus    |
|  |               |

|  | Dahalokely    |
|  |               |
|  | Rahiolisaurus |
|  |               |

|  | Ekrixinatosaurus |
|  |                  |
|  | Skorpiovenator   |
|  |                  |

|  | Viavenator                                                 |
|  |                                                            |
|  | Pycnonemosaurus                                            |
|  |                                                            |
|  | Quilmesaurus                                               |
|  |                                                            |
|  | \| \| Carnotaurus \| \| \| \| \| \| Aucasaurus \| \| \| \| |
|  |                                                            |
|  | Carnotaurus                                                |
|  |                                                            |
|  | Aucasaurus                                                 |
|  |                                                            |

|  | Carnotaurus |
|  |             |
|  | Aucasaurus  |
|  |             |

|  | Ekrixinatosaurus |
|  |                  |
|  | Skorpiovenator   |
|  |                  |

|  | Viavenator                                                 |
|  |                                                            |
|  | Pycnonemosaurus                                            |
|  |                                                            |
|  | Quilmesaurus                                               |
|  |                                                            |
|  | \| \| Carnotaurus \| \| \| \| \| \| Aucasaurus \| \| \| \| |
|  |                                                            |
|  | Carnotaurus                                                |
|  |                                                            |
|  | Aucasaurus                                                 |
|  |                                                            |

|  | Carnotaurus |
|  |             |
|  | Aucasaurus  |
|  |             |

|  | Indosaurus    |
|  |               |
|  | Majungasaurus |
|  |               |
|  | Rajasaurus    |
|  |               |

|  | Dahalokely    |
|  |               |
|  | Rahiolisaurus |
|  |               |

|  | Indosaurus    |
|  |               |
|  | Majungasaurus |
|  |               |
|  | Rajasaurus    |
|  |               |

|  | Dahalokely    |
|  |               |
|  | Rahiolisaurus |
|  |               |

|  | Ekrixinatosaurus |
|  |                  |
|  | Skorpiovenator   |
|  |                  |

|  | Viavenator                                                 |
|  |                                                            |
|  | Pycnonemosaurus                                            |
|  |                                                            |
|  | Quilmesaurus                                               |
|  |                                                            |
|  | \| \| Carnotaurus \| \| \| \| \| \| Aucasaurus \| \| \| \| |
|  |                                                            |
|  | Carnotaurus                                                |
|  |                                                            |
|  | Aucasaurus                                                 |
|  |                                                            |

|  | Carnotaurus |
|  |             |
|  | Aucasaurus  |
|  |             |

|  | Ekrixinatosaurus |
|  |                  |
|  | Skorpiovenator   |
|  |                  |

|  | Viavenator                                                 |
|  |                                                            |
|  | Pycnonemosaurus                                            |
|  |                                                            |
|  | Quilmesaurus                                               |
|  |                                                            |
|  | \| \| Carnotaurus \| \| \| \| \| \| Aucasaurus \| \| \| \| |
|  |                                                            |
|  | Carnotaurus                                                |
|  |                                                            |
|  | Aucasaurus                                                 |
|  |                                                            |

|  | Carnotaurus |
|  |             |
|  | Aucasaurus  |
|  |             |

|  | Indosaurus    |
|  |               |
|  | Majungasaurus |
|  |               |
|  | Rajasaurus    |
|  |               |

|  | Dahalokely    |
|  |               |
|  | Rahiolisaurus |
|  |               |

|  | Indosaurus    |
|  |               |
|  | Majungasaurus |
|  |               |
|  | Rajasaurus    |
|  |               |

|  | Dahalokely    |
|  |               |
|  | Rahiolisaurus |
|  |               |

|  | Ekrixinatosaurus |
|  |                  |
|  | Skorpiovenator   |
|  |                  |

|  | Viavenator                                                 |
|  |                                                            |
|  | Pycnonemosaurus                                            |
|  |                                                            |
|  | Quilmesaurus                                               |
|  |                                                            |
|  | \| \| Carnotaurus \| \| \| \| \| \| Aucasaurus \| \| \| \| |
|  |                                                            |
|  | Carnotaurus                                                |
|  |                                                            |
|  | Aucasaurus                                                 |
|  |                                                            |

|  | Carnotaurus |
|  |             |
|  | Aucasaurus  |
|  |             |

|  | Ekrixinatosaurus |
|  |                  |
|  | Skorpiovenator   |
|  |                  |

|  | Viavenator                                                 |
|  |                                                            |
|  | Pycnonemosaurus                                            |
|  |                                                            |
|  | Quilmesaurus                                               |
|  |                                                            |
|  | \| \| Carnotaurus \| \| \| \| \| \| Aucasaurus \| \| \| \| |
|  |                                                            |
|  | Carnotaurus                                                |
|  |                                                            |
|  | Aucasaurus                                                 |
|  |                                                            |

|  | Carnotaurus |
|  |             |
|  | Aucasaurus  |
|  |             |

|  | Indosaurus    |
|  |               |
|  | Majungasaurus |
|  |               |
|  | Rajasaurus    |
|  |               |

|  | Dahalokely    |
|  |               |
|  | Rahiolisaurus |
|  |               |

|  | Indosaurus    |
|  |               |
|  | Majungasaurus |
|  |               |
|  | Rajasaurus    |
|  |               |

|  | Dahalokely    |
|  |               |
|  | Rahiolisaurus |
|  |               |

|  | Ekrixinatosaurus |
|  |                  |
|  | Skorpiovenator   |
|  |                  |

|  | Viavenator                                                 |
|  |                                                            |
|  | Pycnonemosaurus                                            |
|  |                                                            |
|  | Quilmesaurus                                               |
|  |                                                            |
|  | \| \| Carnotaurus \| \| \| \| \| \| Aucasaurus \| \| \| \| |
|  |                                                            |
|  | Carnotaurus                                                |
|  |                                                            |
|  | Aucasaurus                                                 |
|  |                                                            |

|  | Carnotaurus |
|  |             |
|  | Aucasaurus  |
|  |             |

|  | Ekrixinatosaurus |
|  |                  |
|  | Skorpiovenator   |
|  |                  |

|  | Viavenator                                                 |
|  |                                                            |
|  | Pycnonemosaurus                                            |
|  |                                                            |
|  | Quilmesaurus                                               |
|  |                                                            |
|  | \| \| Carnotaurus \| \| \| \| \| \| Aucasaurus \| \| \| \| |
|  |                                                            |
|  | Carnotaurus                                                |
|  |                                                            |
|  | Aucasaurus                                                 |
|  |                                                            |

|  | Carnotaurus |
|  |             |
|  | Aucasaurus  |
|  |             |

|  | Indosaurus    |
|  |               |
|  | Majungasaurus |
|  |               |
|  | Rajasaurus    |
|  |               |

|  | Dahalokely    |
|  |               |
|  | Rahiolisaurus |
|  |               |

|  | Indosaurus    |
|  |               |
|  | Majungasaurus |
|  |               |
|  | Rajasaurus    |
|  |               |

|  | Dahalokely    |
|  |               |
|  | Rahiolisaurus |
|  |               |

|  | Ekrixinatosaurus |
|  |                  |
|  | Skorpiovenator   |
|  |                  |

|  | Viavenator                                                 |
|  |                                                            |
|  | Pycnonemosaurus                                            |
|  |                                                            |
|  | Quilmesaurus                                               |
|  |                                                            |
|  | \| \| Carnotaurus \| \| \| \| \| \| Aucasaurus \| \| \| \| |
|  |                                                            |
|  | Carnotaurus                                                |
|  |                                                            |
|  | Aucasaurus                                                 |
|  |                                                            |

|  | Carnotaurus |
|  |             |
|  | Aucasaurus  |
|  |             |

|  | Ekrixinatosaurus |
|  |                  |
|  | Skorpiovenator   |
|  |                  |

|  | Viavenator                                                 |
|  |                                                            |
|  | Pycnonemosaurus                                            |
|  |                                                            |
|  | Quilmesaurus                                               |
|  |                                                            |
|  | \| \| Carnotaurus \| \| \| \| \| \| Aucasaurus \| \| \| \| |
|  |                                                            |
|  | Carnotaurus                                                |
|  |                                                            |
|  | Aucasaurus                                                 |
|  |                                                            |

|  | Carnotaurus |
|  |             |
|  | Aucasaurus  |
|  |             |

|  | Indosaurus    |
|  |               |
|  | Majungasaurus |
|  |               |
|  | Rajasaurus    |
|  |               |

|  | Dahalokely    |
|  |               |
|  | Rahiolisaurus |
|  |               |

|  | Indosaurus    |
|  |               |
|  | Majungasaurus |
|  |               |
|  | Rajasaurus    |
|  |               |

|  | Dahalokely    |
|  |               |
|  | Rahiolisaurus |
|  |               |

|  | Ekrixinatosaurus |
|  |                  |
|  | Skorpiovenator   |
|  |                  |

|  | Viavenator                                                 |
|  |                                                            |
|  | Pycnonemosaurus                                            |
|  |                                                            |
|  | Quilmesaurus                                               |
|  |                                                            |
|  | \| \| Carnotaurus \| \| \| \| \| \| Aucasaurus \| \| \| \| |
|  |                                                            |
|  | Carnotaurus                                                |
|  |                                                            |
|  | Aucasaurus                                                 |
|  |                                                            |

|  | Carnotaurus |
|  |             |
|  | Aucasaurus  |
|  |             |

|  | Ekrixinatosaurus |
|  |                  |
|  | Skorpiovenator   |
|  |                  |

|  | Viavenator                                                 |
|  |                                                            |
|  | Pycnonemosaurus                                            |
|  |                                                            |
|  | Quilmesaurus                                               |
|  |                                                            |
|  | \| \| Carnotaurus \| \| \| \| \| \| Aucasaurus \| \| \| \| |
|  |                                                            |
|  | Carnotaurus                                                |
|  |                                                            |
|  | Aucasaurus                                                 |
|  |                                                            |

|  | Carnotaurus |
|  |             |
|  | Aucasaurus  |
|  |             |

|  | Indosaurus    |
|  |               |
|  | Majungasaurus |
|  |               |
|  | Rajasaurus    |
|  |               |

|  | Dahalokely    |
|  |               |
|  | Rahiolisaurus |
|  |               |

|  | Indosaurus    |
|  |               |
|  | Majungasaurus |
|  |               |
|  | Rajasaurus    |
|  |               |

|  | Dahalokely    |
|  |               |
|  | Rahiolisaurus |
|  |               |

|  | Ekrixinatosaurus |
|  |                  |
|  | Skorpiovenator   |
|  |                  |

|  | Viavenator                                                 |
|  |                                                            |
|  | Pycnonemosaurus                                            |
|  |                                                            |
|  | Quilmesaurus                                               |
|  |                                                            |
|  | \| \| Carnotaurus \| \| \| \| \| \| Aucasaurus \| \| \| \| |
|  |                                                            |
|  | Carnotaurus                                                |
|  |                                                            |
|  | Aucasaurus                                                 |
|  |                                                            |

|  | Carnotaurus |
|  |             |
|  | Aucasaurus  |
|  |             |

|  | Ekrixinatosaurus |
|  |                  |
|  | Skorpiovenator   |
|  |                  |

|  | Viavenator                                                 |
|  |                                                            |
|  | Pycnonemosaurus                                            |
|  |                                                            |
|  | Quilmesaurus                                               |
|  |                                                            |
|  | \| \| Carnotaurus \| \| \| \| \| \| Aucasaurus \| \| \| \| |
|  |                                                            |
|  | Carnotaurus                                                |
|  |                                                            |
|  | Aucasaurus                                                 |
|  |                                                            |

|  | Carnotaurus |
|  |             |
|  | Aucasaurus  |
|  |             |

|  | Indosaurus    |
|  |               |
|  | Majungasaurus |
|  |               |
|  | Rajasaurus    |
|  |               |

|  | Dahalokely    |
|  |               |
|  | Rahiolisaurus |
|  |               |

|  | Indosaurus    |
|  |               |
|  | Majungasaurus |
|  |               |
|  | Rajasaurus    |
|  |               |

|  | Dahalokely    |
|  |               |
|  | Rahiolisaurus |
|  |               |

|  | Ekrixinatosaurus |
|  |                  |
|  | Skorpiovenator   |
|  |                  |

|  | Viavenator                                                 |
|  |                                                            |
|  | Pycnonemosaurus                                            |
|  |                                                            |
|  | Quilmesaurus                                               |
|  |                                                            |
|  | \| \| Carnotaurus \| \| \| \| \| \| Aucasaurus \| \| \| \| |
|  |                                                            |
|  | Carnotaurus                                                |
|  |                                                            |
|  | Aucasaurus                                                 |
|  |                                                            |

|  | Carnotaurus |
|  |             |
|  | Aucasaurus  |
|  |             |

|  | Ekrixinatosaurus |
|  |                  |
|  | Skorpiovenator   |
|  |                  |

|  | Viavenator                                                 |
|  |                                                            |
|  | Pycnonemosaurus                                            |
|  |                                                            |
|  | Quilmesaurus                                               |
|  |                                                            |
|  | \| \| Carnotaurus \| \| \| \| \| \| Aucasaurus \| \| \| \| |
|  |                                                            |
|  | Carnotaurus                                                |
|  |                                                            |
|  | Aucasaurus                                                 |
|  |                                                            |

|  | Carnotaurus |
|  |             |
|  | Aucasaurus  |
|  |             |

|  | Indosaurus    |
|  |               |
|  | Majungasaurus |
|  |               |
|  | Rajasaurus    |
|  |               |

|  | Dahalokely    |
|  |               |
|  | Rahiolisaurus |
|  |               |

|  | Indosaurus    |
|  |               |
|  | Majungasaurus |
|  |               |
|  | Rajasaurus    |
|  |               |

|  | Dahalokely    |
|  |               |
|  | Rahiolisaurus |
|  |               |

|  | Ekrixinatosaurus |
|  |                  |
|  | Skorpiovenator   |
|  |                  |

|  | Viavenator                                                 |
|  |                                                            |
|  | Pycnonemosaurus                                            |
|  |                                                            |
|  | Quilmesaurus                                               |
|  |                                                            |
|  | \| \| Carnotaurus \| \| \| \| \| \| Aucasaurus \| \| \| \| |
|  |                                                            |
|  | Carnotaurus                                                |
|  |                                                            |
|  | Aucasaurus                                                 |
|  |                                                            |

|  | Carnotaurus |
|  |             |
|  | Aucasaurus  |
|  |             |

|  | Ekrixinatosaurus |
|  |                  |
|  | Skorpiovenator   |
|  |                  |

|  | Viavenator                                                 |
|  |                                                            |
|  | Pycnonemosaurus                                            |
|  |                                                            |
|  | Quilmesaurus                                               |
|  |                                                            |
|  | \| \| Carnotaurus \| \| \| \| \| \| Aucasaurus \| \| \| \| |
|  |                                                            |
|  | Carnotaurus                                                |
|  |                                                            |
|  | Aucasaurus                                                 |
|  |                                                            |

|  | Carnotaurus |
|  |             |
|  | Aucasaurus  |
|  |             |

|  | Indosaurus    |
|  |               |
|  | Majungasaurus |
|  |               |
|  | Rajasaurus    |
|  |               |

|  | Dahalokely    |
|  |               |
|  | Rahiolisaurus |
|  |               |

|  | Indosaurus    |
|  |               |
|  | Majungasaurus |
|  |               |
|  | Rajasaurus    |
|  |               |

|  | Dahalokely    |
|  |               |
|  | Rahiolisaurus |
|  |               |

|  | Ekrixinatosaurus |
|  |                  |
|  | Skorpiovenator   |
|  |                  |

|  | Viavenator                                                 |
|  |                                                            |
|  | Pycnonemosaurus                                            |
|  |                                                            |
|  | Quilmesaurus                                               |
|  |                                                            |
|  | \| \| Carnotaurus \| \| \| \| \| \| Aucasaurus \| \| \| \| |
|  |                                                            |
|  | Carnotaurus                                                |
|  |                                                            |
|  | Aucasaurus                                                 |
|  |                                                            |

|  | Carnotaurus |
|  |             |
|  | Aucasaurus  |
|  |             |

|  | Ekrixinatosaurus |
|  |                  |
|  | Skorpiovenator   |
|  |                  |

|  | Viavenator                                                 |
|  |                                                            |
|  | Pycnonemosaurus                                            |
|  |                                                            |
|  | Quilmesaurus                                               |
|  |                                                            |
|  | \| \| Carnotaurus \| \| \| \| \| \| Aucasaurus \| \| \| \| |
|  |                                                            |
|  | Carnotaurus                                                |
|  |                                                            |
|  | Aucasaurus                                                 |
|  |                                                            |

|  | Carnotaurus |
|  |             |
|  | Aucasaurus  |
|  |             |

|  | Indosaurus    |
|  |               |
|  | Majungasaurus |
|  |               |
|  | Rajasaurus    |
|  |               |

|  | Dahalokely    |
|  |               |
|  | Rahiolisaurus |
|  |               |

|  | Indosaurus    |
|  |               |
|  | Majungasaurus |
|  |               |
|  | Rajasaurus    |
|  |               |

|  | Dahalokely    |
|  |               |
|  | Rahiolisaurus |
|  |               |

|  | Ekrixinatosaurus |
|  |                  |
|  | Skorpiovenator   |
|  |                  |

|  | Viavenator                                                 |
|  |                                                            |
|  | Pycnonemosaurus                                            |
|  |                                                            |
|  | Quilmesaurus                                               |
|  |                                                            |
|  | \| \| Carnotaurus \| \| \| \| \| \| Aucasaurus \| \| \| \| |
|  |                                                            |
|  | Carnotaurus                                                |
|  |                                                            |
|  | Aucasaurus                                                 |
|  |                                                            |

|  | Carnotaurus |
|  |             |
|  | Aucasaurus  |
|  |             |

|  | Ekrixinatosaurus |
|  |                  |
|  | Skorpiovenator   |
|  |                  |

|  | Viavenator                                                 |
|  |                                                            |
|  | Pycnonemosaurus                                            |
|  |                                                            |
|  | Quilmesaurus                                               |
|  |                                                            |
|  | \| \| Carnotaurus \| \| \| \| \| \| Aucasaurus \| \| \| \| |
|  |                                                            |
|  | Carnotaurus                                                |
|  |                                                            |
|  | Aucasaurus                                                 |
|  |                                                            |

|  | Carnotaurus |
|  |             |
|  | Aucasaurus  |
|  |             |

|  | Indosaurus    |
|  |               |
|  | Majungasaurus |
|  |               |
|  | Rajasaurus    |
|  |               |

|  | Dahalokely    |
|  |               |
|  | Rahiolisaurus |
|  |               |

|  | Indosaurus    |
|  |               |
|  | Majungasaurus |
|  |               |
|  | Rajasaurus    |
|  |               |

|  | Dahalokely    |
|  |               |
|  | Rahiolisaurus |
|  |               |

|  | Ekrixinatosaurus |
|  |                  |
|  | Skorpiovenator   |
|  |                  |

|  | Viavenator                                                 |
|  |                                                            |
|  | Pycnonemosaurus                                            |
|  |                                                            |
|  | Quilmesaurus                                               |
|  |                                                            |
|  | \| \| Carnotaurus \| \| \| \| \| \| Aucasaurus \| \| \| \| |
|  |                                                            |
|  | Carnotaurus                                                |
|  |                                                            |
|  | Aucasaurus                                                 |
|  |                                                            |

|  | Carnotaurus |
|  |             |
|  | Aucasaurus  |
|  |             |

|  | Ekrixinatosaurus |
|  |                  |
|  | Skorpiovenator   |
|  |                  |

|  | Viavenator                                                 |
|  |                                                            |
|  | Pycnonemosaurus                                            |
|  |                                                            |
|  | Quilmesaurus                                               |
|  |                                                            |
|  | \| \| Carnotaurus \| \| \| \| \| \| Aucasaurus \| \| \| \| |
|  |                                                            |
|  | Carnotaurus                                                |
|  |                                                            |
|  | Aucasaurus                                                 |
|  |                                                            |

|  | Carnotaurus |
|  |             |
|  | Aucasaurus  |
|  |             |

|  | Indosaurus    |
|  |               |
|  | Majungasaurus |
|  |               |
|  | Rajasaurus    |
|  |               |

|  | Dahalokely    |
|  |               |
|  | Rahiolisaurus |
|  |               |

|  | Indosaurus    |
|  |               |
|  | Majungasaurus |
|  |               |
|  | Rajasaurus    |
|  |               |

|  | Dahalokely    |
|  |               |
|  | Rahiolisaurus |
|  |               |

|  | Ekrixinatosaurus |
|  |                  |
|  | Skorpiovenator   |
|  |                  |

|  | Viavenator                                                 |
|  |                                                            |
|  | Pycnonemosaurus                                            |
|  |                                                            |
|  | Quilmesaurus                                               |
|  |                                                            |
|  | \| \| Carnotaurus \| \| \| \| \| \| Aucasaurus \| \| \| \| |
|  |                                                            |
|  | Carnotaurus                                                |
|  |                                                            |
|  | Aucasaurus                                                 |
|  |                                                            |

|  | Carnotaurus |
|  |             |
|  | Aucasaurus  |
|  |             |

|  | Ekrixinatosaurus |
|  |                  |
|  | Skorpiovenator   |
|  |                  |

|  | Viavenator                                                 |
|  |                                                            |
|  | Pycnonemosaurus                                            |
|  |                                                            |
|  | Quilmesaurus                                               |
|  |                                                            |
|  | \| \| Carnotaurus \| \| \| \| \| \| Aucasaurus \| \| \| \| |
|  |                                                            |
|  | Carnotaurus                                                |
|  |                                                            |
|  | Aucasaurus                                                 |
|  |                                                            |

|  | Carnotaurus |
|  |             |
|  | Aucasaurus  |
|  |             |